# Západní Německo na Letních olympijských hrách 1984
Západní Německo na Letních olympijských hrách 1984 v americkém Los Angeles reprezentovalo 390 sportovců (267 mužů a 123 žen) ve 25 sportech.

## Medailisté
| Medaile | Jméno | Sport              | Disciplína                                                  |
| ------- | --- | ------------------ | ----------------------------------------------------------- |
| Zlato   | Dietmar Mögenburg | Atletika           | Muži skok vysoký                                            |
| Zlato   | Rolf Danneberg | Atletika           | Muži hod diskem                                             |
| Zlato   | Ulrike Meyfarthová | Atletika           | Ženy skok vysoký                                            |
| Zlato   | Claudia Loschová | Atletika           | Ženy vrh kouli                                              |
| Zlato   | Ulrich Eicke | Kanoistika         | Muži C1 1000 m                                              |
| Zlato   | Fredy Schmidtke | Cyklistika         | Muži 1000 m s pevným startem                                |
| Zlato   | Reiner Klimke | Jezdectví          | Drezura – jednotlivci                                       |
| Zlato   | Reiner Klimke Herbert Krug Uwe Sauer | Jezdectví          | Drezura – družstvo                                          |
| Zlato   | Elmar Borrmann Volker Fischer Gerhard Heer Rafael Nickel Alexander Pusch | Šerm               | Družstvo mužů kord                                          |
| Zlato   | Sabine Bischoffová Zita Funkenhauserová Cornelia Hanischová Christiane Weber Ute Wessel-Kirchels | Šerm               | Družstvo žen fleret                                         |
| Zlato   | Frank Wieneke | Judo               | Muži do 78 kg                                               |
| Zlato   | Michael Dürsch Albert Hedderich Raimund Hörmann Dieter Wiedenmann | Veslování          | Muži párová čtyřka                                          |
| Zlato   | Michael Gross | Plavání            | Muži 200 m volný způsob                                     |
| Zlato   | Michael Gross | Plavání            | Muži 100 m motýlek                                          |
| Zlato   | Karl-Heinz Radschinsky | Vzpírání           | Muži do 75 kg                                               |
| Zlato   | Rolf Milser | Vzpírání           | Muži do 100 kg                                              |
| Zlato   | Pasquale Passarelli | Zápas              | muži, řecko-římský do 57 kg                                 |
| Stříbro | Karl-Hans Riehm | Atletika           | Muži hod kladivem                                           |
| Stříbro | Jürgen Hingsen | Atletika           | Muži desetiboj                                              |
| Stříbro | Barbara Schüttpelz | Kanoistika         | Ženy K1 500 m                                               |
| Stříbro | Uwe Messerschmidt | Cyklistika         | Muži bodovací závod                                         |
| Stříbro | Rolf Gölz | Cyklistika         | Muži 4000 m stíhací závod (jednotlivci)                     |
| Stříbro | Matthias Behr | Šerm               | Muži fleret jednotlivci                                     |
| Stříbro | Cornelia Hanischová | Šerm               | Ženy fleret jednotlivci                                     |
| Stříbro | Frank Beck Matthias Behr Mathias Gey Harald Hein Klaus Reichert | Šerm               | Družstvo mužů fleret                                        |
| Stříbro | Christian Bassemir Stefan Blöcher Dirk Brinkmann Heiner Dopp Carsten Fischer Tobias Frank Volker Fried Thomas Gunst Joachim Hürter Horst-Ulrich Hänel Andreas Keller Reinhard Krull Michael Peter Thomas Reck Eckhard Schmidt-Opper Markku Slawyk | Pozemní hokej      | Turnaj mužů                                                 |
| Stříbro | Gaby Appel Dagmar Breiken Beate Deininger Elke Drüll Birgit Hagen Birgit Hahn Martina Koch Sigrid Landgraf Corinna Lingnau Christina Moser Patricia Ott Hella Roth Gabi Schley Susanne Schmid Ursula Thielemann Andrea Weiermann-Lietz            | Pozemní hokej      | Turnaj žen                                                  |
| Stříbro | Jochen Fraatz Thomas Happe Arnulf Meffle Rüdiger Neitzel Michael Paul Dirk Rauin Siegfried Roch Michael Roth Ulrich Roth Martin Schwalb Uwe Schwenker Thomas Springel Andreas Thiel Klaus Wöller Erhard Wunderlich                                | Házená             | Turnaj mužů                                                 |
| Stříbro | Peter-Michael Kolbe | Veslování          | Muži skif                                                   |
| Stříbro | Ulrike Holmer | Sportovní střelba  | Ženy 50 metrů libovolná malorážka 3×20 ran – polohový závod |
| Stříbro | Michael Gross | Plavání            | Muži 200 m motýlek                                          |
| Stříbro | Thomas Fahrner Michael Gross Dirk Korthals Alexander Schowtka | Plavání            | Muži štafeta 4 × 200 m volný způsob                         |
| Stříbro | Ina Beyermann Ute Hasse Svenja Schlicht Karin Seick | Plavání            | Ženy štafeta 4 × 100 m polohový závod                       |
| Stříbro | Markus Scherer | Zápas              | muži, řecko-římský do 48 kg                                 |
| Stříbro | Martin Knosp | Zápas              | muži, volný styl do 74 kg                                   |
| Stříbro | Joachim Griese Michael Marcour | Jachting           | Muži třída Star                                             |
| Bronz   | Harald Schmid | Atletika           | Muži 400 m překážek                                         |
| Bronz   | Klaus Ploghaus | Atletika           | Muži hod kladivem                                           |
| Bronz   | Siegfried Wentz | Atletika           | Muži desetiboj                                              |
| Bronz   | Gaby Bußmann Heide-Elke Gaugel Heike Schulte-Mattler Ute Thimm | Atletika           | Ženy štafeta 4 × 400 m                                      |
| Bronz   | Sabine Evertsová | Atletika           | Ženy sedmiboj                                               |
| Bronz   | Manfred Zielonka | Box                | Muži lehkotěžká váha do 71 kg                               |
| Bronz   | Josefa Idem Barbara Schüttpelz | Kanoistika         | Ženy K2 500 m                                               |
| Bronz   | Reinhard Alber Rolf Gölz Roland Günther Michael Marx | Cyklistika         | Družstvo mužů 4000 m stíhací závod                          |
| Bronz   | Sandra Schumacher | Cyklistika         | Ženy silniční závod jednotlivců                             |
| Bronz   | Claus Erhorn Dietmar Hogrefe Bettina Overesch Burkhard Tesdorpf | Jezdectví          | Jezdecká všestrannost – družstva                            |
| Bronz   | Fritz Ligges Peter Luther Paul Schockemöhle Franke Sloothaak | Jezdectví          | Parkurové skákání – družstva                                |
| Bronz   | Regina Weber | Moderní gymnastika | Ženy víceboj jednotlivkyň                                   |
| Bronz   | Günther Neureuther | Judo               | Muži do 95 kg                                               |
| Bronz   | Arthur Schnabel | Judo               | Muži bez rozdílu hmotnosti                                  |
| Bronz   | Ellen Becker Iris Völkner | Veslování          | Ženy dvojka bez kormidelníka                                |
| Bronz   | Thomas Fahrner | Plavání            | Muži 200 m volný způsob                                     |
| Bronz   | Stefan Pfeiffer | Plavání            | Muži 1500 m volný způsob                                    |
| Bronz   | Karin Seick | Plavání            | Ženy 100 m motýlek                                          |
| Bronz   | Ina Beyermann | Plavání            | Ženy 200 m motýlek                                          |
| Bronz   | Petra Zindler | Plavání            | Ženy 400 m polohový závod                                   |
| Bronz   | Susanne Schuster Christiane Pielke Karin Seick Iris Zscherpe | Plavání            | Ženy štafeta 4 × 100 m volný způsob                         |
| Bronz   | Peter Röhle Thomas Loebb Frank Otto Rainer Hoppe Armando Fernandez Thomas Huber Jürgen Schroder Rainer Osselmann Hagen Stamm Roland Freund Dirk Theismann Santiago Chalmovsky Werner Obschemikat                                                  | Vodní pólo         | Turnaj mužů                                                 |
| Bronz   | Manfred Nerlinger | Vzpírání           | Muži super těžká váha nad 110 kg                            |